# 錫尼

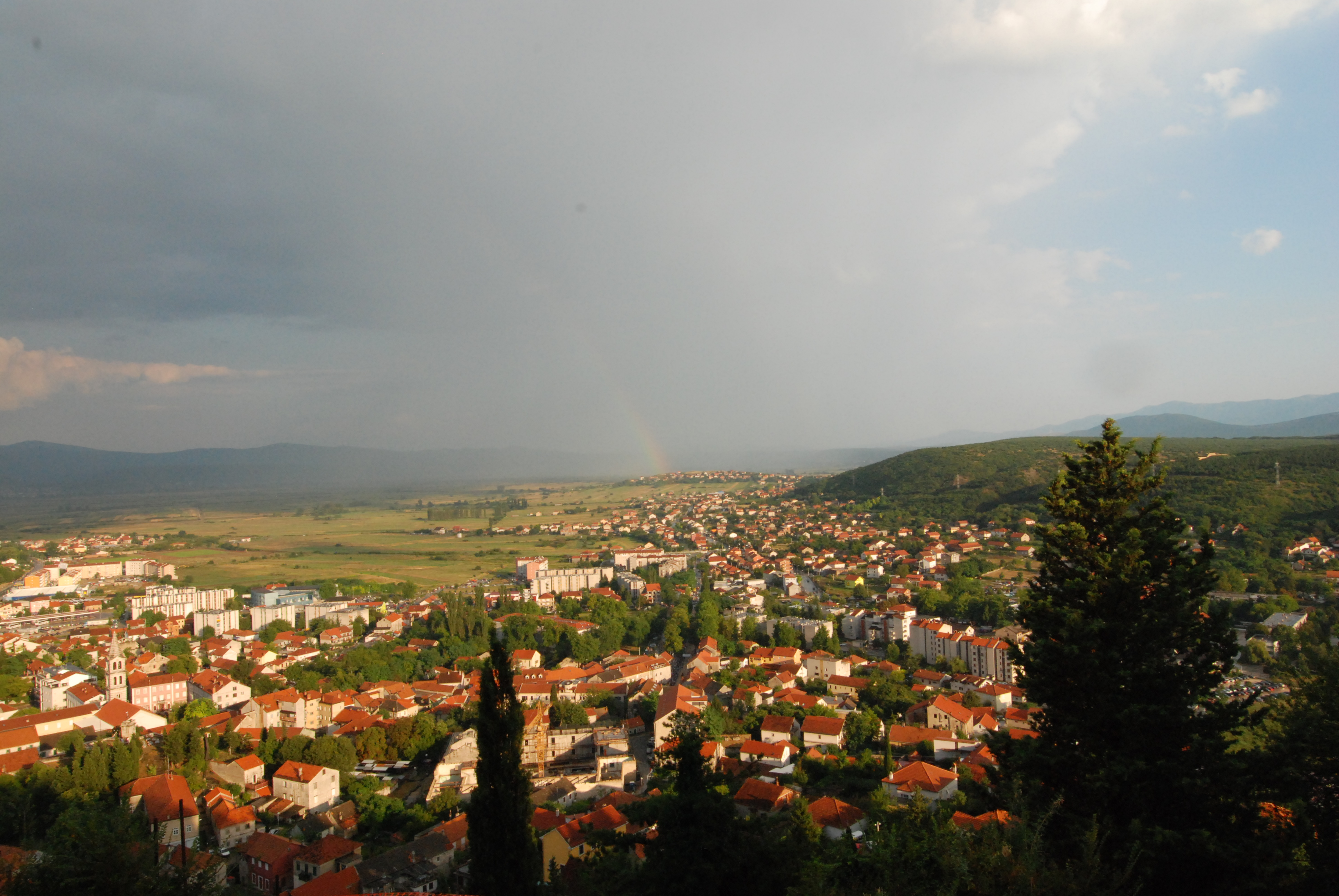

錫尼（Sinj）是克羅地亞南部的城鎮，由斯普利特-達爾馬提亞縣負責管轄，距離首府斯普利特約25公里，面積181平方公里，海拔高度326米，2001年人口25,373。

## 友好城市
- 義大利蒙泰马尔恰诺
- 義大利桑塞波尔克罗
- Barban
- 賈科沃
- 武科瓦尔
- 希贝尼克
- 特罗吉尔
- 普罗佐尔-拉马

## 外部連結
- Sinj Airport
- First news portal of Sinj town （页面存档备份，存于）
- Sinj News and Events （页面存档备份，存于）
- Virtual reality （页面存档备份，存于）

43°42′N 16°38′E / 43.700°N 16.633°E